# Macrophya duodecimpunctata

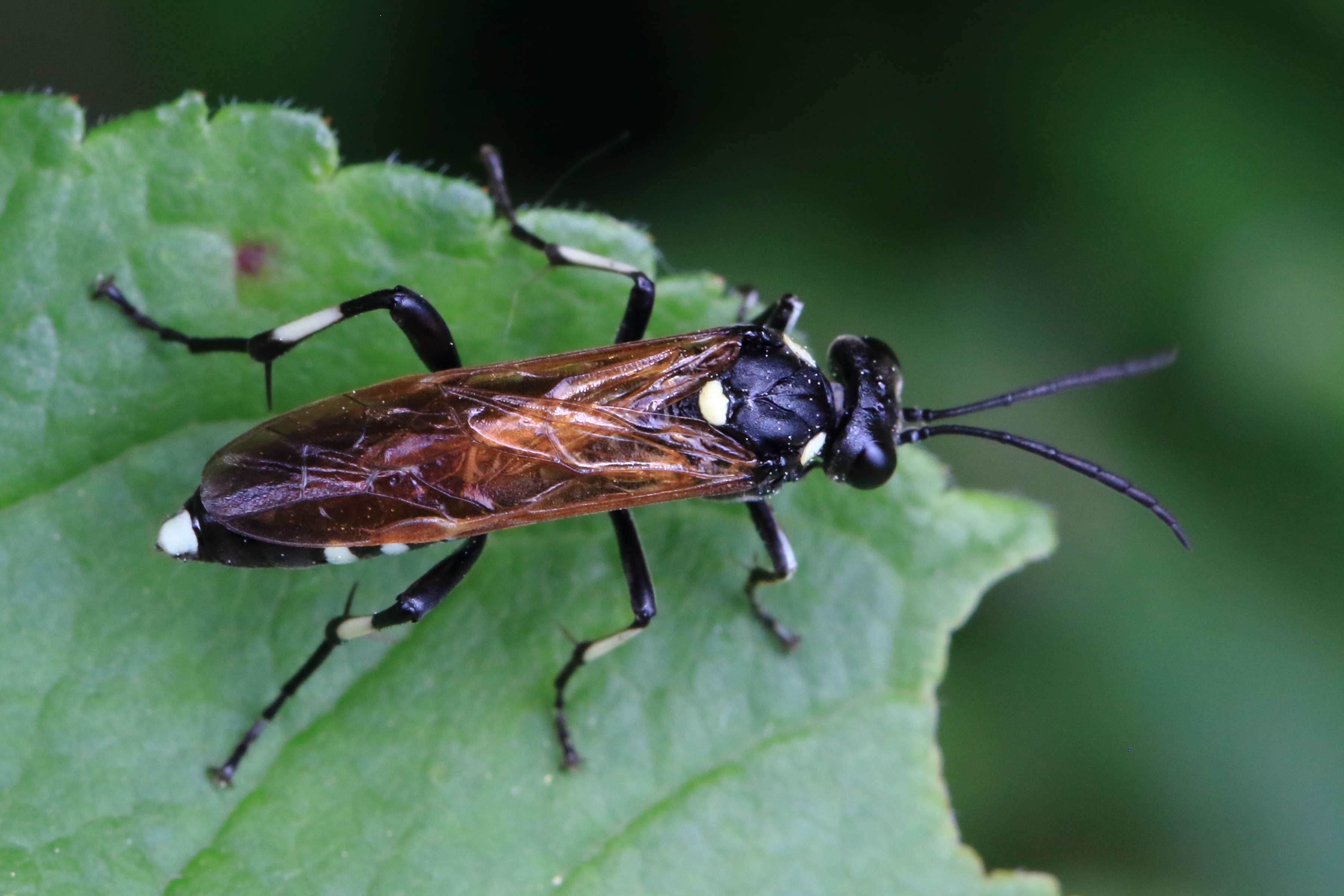
Macrophya duodecimpunctata, Weibchen

Macrophya (Macrophya) duodecimpunctata ist eine Pflanzenwespe aus der Familie der Echten Blattwespen (Tenthredinidae).

## Merkmale
Die Pflanzenwespen erreichen eine Körperlänge von 10–11 mm. Sie sind überwiegend schwarz. Die Geschlechter unterscheiden sich in Färbung und Musterung.
Die Mundwerkzeuge des Weibchens sind weiß. Auf dem Halsschild befindet sich seitlich jeweils ein weißer Fleck. Das Scutellum ist weiß gefärbt. Die Flügel sind bräunlich transparent. Die 5. und 6. Tergite weisen auf der Seite jeweils einen weißen Fleck auf. Am Hinterleibsende befindet sich ein weiterer weißer Fleck. Die äußere Seite der Tibia (Schienen) der beiden vorderen Beinpaare ist weiß. Beim hinteren Beinpaar ist nur der apikale Bereich der äußeren Seite der Tibia weiß. Die Coxa des hinteren Beinpaares weißen einen größeren weißen Fleck auf. 
Beim Männchen sind Kopf, Halsschild und Scutellum weitgehend schwarz. Des Weiteren befindet sich im Gegensatz zum Weibchen an der Tibia des hinteren Beinpaares nur ein kleiner weißer Fleck.

## Verbreitung
Die Art kommt in der Paläarktis vor. Sie ist in Europa weit verbreitet. Auf den Britischen Inseln kommt die Art ebenfalls vor. Im Osten reicht das Verbreitungsgebiet bis in den Fernen Osten.

## Lebensweise
Die Blattwespen fliegen von Mai bis Juli. Man findet sie häufig auf Wiesen. Die Larven fressen an den Blättern von Sauergrasgewächsen (Cyperaceae) und Süßgräsern (Poaceae).